# Nemobiinae
De Nemobiinae vormen een onderfamilie van rechtvleugelige insecten die behoort tot familie krekels (Gryllidae). Een bekende soort is de boskrekel (Nemobius sylvestris )

## Taxonomie
De onderfamilie is verdeeld in zes subgroepen maar een dozijn geslachten is nog niet toegewezen aan een tribus.
- Tribus Grylliscini
- Tribus Hemigryllini
- Tribus Marinemobiini
- Tribus Nemobiini
- Tribus Pteronemobiini
- Tribus Thetellini